# Bill Brock

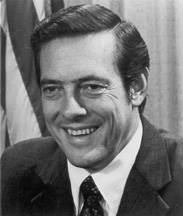
Bill Brock

William „Bill“ Emerson Brock III (* 23. November 1930 in Chattanooga, Tennessee; † 25. März 2021 in Fort Lauderdale, Florida) war ein US-amerikanischer Politiker. Er vertrat den Bundesstaat Tennessee in beiden Kammern des Kongresses und gehörte von 1981 bis 1987 dem Kabinett der Vereinigten Staaten an.

## Biografie
Nach dem Besuch der McCallie High School in Chattanooga studierte er an der Washington and Lee University in Lexington (Virginia) und schloss dieses Studium 1953 mit einem Bachelor of Science in Handelsbetriebslehre (B.S. Commerce) ab. Anschließend absolvierte er bis 1956 seinen Militärdienst bei der United States Navy.
Seine politische Laufbahn begann er 1962, als er als Kandidat der Republikanischen Partei zum Mitglied des US-Repräsentantenhauses gewählt wurde. Dort vertrat er vom 3. Januar 1963 bis zum 3. Januar 1971 den dritten Wahlbezirk Tennessees und war damit der erste Republikaner seit 40 Jahren, der diesen Distrikt gewann.
Am 3. Januar 1971 wurde er US-Senator und vertrat als solcher für eine Amtszeit die Interessen Tennessees im US-Senat bis zum 3. Januar 1977. Dabei wurde er Nachfolger von Senator Albert Gore und wiederum der erste Republikaner seit 1875, der diesen Senatssitz gegen einen Demokraten gewann. Von 1977 bis 1981 war er als Nachfolger von Mary Louise Smith Vorsitzender des Republican National Committee, des nationalen Führungsgremiums der Republikanischen Partei.
Nach dem Amtsantritt von US-Präsident Ronald Reagan wurde er 1981 als Handelsvertreter der Vereinigten Staaten in dessen Kabinett berufen. Nachdem Ray Donovan am 15. März 1985 als Arbeitsminister (Secretary of Labor) zurücktreten musste, wurde Brock am 29. April 1985 dessen Nachfolger und behielt das Amt des Arbeitsministers bis zum 31. Oktober 1987.
Nach seinem Ausscheiden aus der Politik wurde er unter anderem Mitglied des Kuratoriums (Board of Trustees) des Caring Institute in Washington, D.C., Berater und Treuhänder des Center for Strategic and International Studies, Berater des Council for a Community of Democracies sowie Mitglied des Ehrenrates des Washington Center. Darüber hinaus ist er Mitglied der Amerikanischen Legion, der Veteranenorganisation der United States Army.
Sein Großvater William Emerson Brock war als Vertreter der Demokratischen Partei ebenfalls US-Senator für Tennessee. Brock war der Urenkel des aus Appenzell stammenden John Kruesi.